# Шунин, Лев Александрович
Лев Александрович Шунин (1931—1992) — советский хоккеист с мячом, чемпион мира. Мастер спорта СССР (1954).

## Биография
Начал играть в хоккей с мячом в детской команде «Машиностроитель» (Москва) в 1946 году. В 1949 году дебютировал в команде мастеров «Буревестник» Москва). С 1953 года выступал за ЦСК МО. В составе армейцев стал трёхкратным чемпионом страны.
Привлекался в сборную СССР. На первом чемпионате мира 1957 года стал чемпионом, отыграв один матч и забив один гол.
По мнению многих специалистов, преждевременное окончание игровой карьеры было связано с отсутствием взаимопонимания с главным тренером Е. М. Бабичем.
Играл в хоккей с шайбой: в 1951/52 году выступал за ВВС МВО, чемпион СССР 1951/1952.
Играл в хоккей на траве в ЦСК МО (1955—1956). Привлекался в сборную СССР.
После окончания карьеры тренировал клубы по хоккею и футболу из г. Красноармейска. В 1968/69 году — главный тренер ФК «Сатурн» (Рыбинск).
Умер в 1992 году. Похоронен на Химкинском кладбище.

## Достижения

### хоккей с мячом
- Чемпион СССР (3) — 1954, 1955, 1957
- Серебряный призёр чемпионата СССР (2) — 1956, 1958
- Бронзовый призёр чемпионата СССР (1) — 1959
- Лучший бомбардир сезона — 1955
- Победитель спартакиады народов РСФСР (1) — 1958
- Чемпион Москвы — 1954
- Серебряный призёр спартакиады народов РСФСР (1) 1958
- В списках 22 лучших хоккеистов СССР (1) — 1961
- Чемпион мира — 1957